# Солітаріо андійський
Солітаріо андійський (Myadestes ralloides) — вид горобцеподібних птахів родини дроздових (Turdidae). Мешкає в Південній Америці.

## Опис
Довжина птаха становить 18 см. Верхня частина тіла коричнева, нижня частина спини рудувата. Голова і нижня частина тіла сірі. Хвіст темно-коричневий, кінчики пер білі. Дзьоб короткий, зверху чорний, знизу жовтий.

## Підвиди
Виділяють чотири підвиди:
- M. r. plumbeiceps Hellmayr, 1921 — західна Колумбія і західний Еквадор;
- M. r. candelae Meyer de Schauensee, 1947 — північ центральної Колумбії;
- M. r. venezuelensis Sclater, PL, 1856 — північна і західна Венесуела, східна Колумбія, північне Перу;
- M. r. ralloides (d'Orbigny, 1840) — центральне і південне Перу, західна Болівія.

## Поширення і екологія
Андійські солітаріо поширені від Венесуели до Болівії. Живуть в гірських тропічних і хмарних лісах Анд на висоті 800-2900 м над рівнем моря.